# Aeropuerto Internacional de Yibuti-Ambouli
El Aeropuerto Internacional de Yibuti-Ambouli (IATA: JIB, OACI: HDAM) es un aeropuerto en la Ciudad de Yibuti, Yibuti, que opera desde 1948.
En 2004, el aeropuerto atendió a 182 641 pasajeros. 

## Aerolíneas y destinos
| Aerolíneas         | Destinos                         |
| ------------------ | -------------------------------- |
| Air Djibouti       | Adís Abeba, Hargeisa, Mogadiscio |
| Air France         | París-Charles de Gaulle          |
| Ethiopian Airlines | Adís Abeba, Dire Dawa            |
| Flydubai           | Dubái                            |
| Kenya Airways      | Nairobi                          |
| Qatar Airways      | Doha, Mogadiscio                 |
| Turkish Airlines   | Estambul, Mogadiscio             |

## Militar
Además de usarse como aeropuerto civil, los siguientes destacamentos militares tienen base en el aeropuerto:
- Ejército de Francia (Legión Extranjera Francesa)
  - 13.ª Media Brigada de la Legión Extranjera - operaciones aéreas
- Ejército de los Estados Unidos (Fuerza conciliadora de África)
  - Camp Lemonier - anteriormente un cuartel de la Legión Extranjera Francesa, el destacamento se ubica en la esquina suroeste del aeródromo.